# Internet Explorer 1
Проєкт Internet Explorer було розпочато влітку 1994 року Томасом Рірдоном, який, згідно з оглядом Массачусетського технологічного інституту за 2003 рік, використовував вихідний код від Spyglass, Inc. Mosaic, який був раннім комерційним веб-браузером з формальним зв’язки з новаторським браузером Mosaic National Center for Supercomputing Applications (NCSA). Наприкінці 1994 року Microsoft ліцензувала Spyglass Mosaic за щоквартальну плату плюс відсоток від доходів Microsoft, не пов'язаних з Windows, для програмного забезпечення. Незважаючи на назву NCSA Mosaic, Spyglass Mosaic економно використовувала вихідний код NCSA Mosaic.
Перша версія, яка отримала назву Microsoft Internet Explorer, була встановлена як частина Internet Jumpstart Kit у Microsoft Plus! пакет для Windows 95. Команда Internet Explorer починалася з приблизно шести людей на ранній стадії розробки. Internet Explorer 1.5 був випущений кількома місяцями пізніше для Windows NT і додав підтримку базового відтворення таблиць. Включивши його безкоштовно в свою операційну систему, вони не повинні були платити роялті компанії Spyglass Inc, що призвело до судового позову та виплати 8 мільйонів доларів США 22 січня 1997 року.
У 1996 році компанія SyNet Inc. подала до суду на корпорацію Майкрософт за порушення прав на торговельну марку, стверджуючи, що їй належать права на назву «Internet Explorer». Це закінчилося тим, що Microsoft заплатила 5 мільйонів доларів для врегулювання позову.